# Archernis albicostalis
Archernis albicostalis är en fjärilsart som beskrevs av George Francis Hampson 1913. Archernis albicostalis ingår i släktet Archernis och familjen Crambidae. Inga underarter finns listade i Catalogue of Life.